# Траки (река)
Траки (англ. Truckee River, уошо: dabayóduweʔ; Трокки) — река в западной части США. Протекает по территории штатов Калифорния и Невада. Длина реки составляет около 195 км, а площадь её бассейна насчитывает 7925 км² (из них более 6000 км² — в Неваде). Средний расход воды — 23 м³/с.
Вытекает из северо-западной части озера Тахо, на высоте 1899 м над уровнем моря. В верхнем течении течёт преимущественно в северо-восточном направлении. Втекая на территорию штата Невада, резко поворачивает на восток, проходя вдоль северной оконечности горного хребта Карсон и протекая через города Рино и Спаркс. У городка Фэрнли, округ Лайон, река резко поворачивает на север, протекая вдоль восточной стороны хребта Пара. Впадает в южную оконечность озера Пирамид на севере округа Уошо, на территории индейской резервации Пирамид-Лейк.
Крупнейшим притоком Траки является река Стимбот-Крик, которая вытекает из озера Уошо и впадает в Траки в её нижнем течении. Воды реки используются для орошения. Река Траки является популярным местом отдыха населения.